# Lastnik
Lastnik je pravna ali fizična oseba, ki ima na podlagi zakonsko-pravnih ureditev v posamezni družbi pravico do uporabe opredmetene ali neopredmetene stvari.